# Acantharea
Los acantáreos (Acantharea) o acantarios (Acantharia) son un grupo de protistas planctónicos marinos pertenecientes a los radiolarios caracterizados por la presencia de un esqueleto compuesto de cristales de celestita (sulfato de estroncio), que no fosiliza, siendo los únicos organismos capaces de incorporar a sus esqueletos este mineral. Además de ser predadores activos, capturando pequeños organismos con la ayuda de los axopodios, a menudo presentan decenas o centenares de microalgas simbiontes en el ectoplasma. Acantharea actualmente incluye unos 50 géneros y 150 especies. 

## Características
Los acantarios son marinos y planctónicos y en ciertos ecosistemas son los rizarios más numerosos, sobrepasando a foraminíferos y policistinas. Pueden formar floraciones que alcanzan hasta medio millón de individuos por m². Se encuentran en la columna de agua a todas las profundidades, incluso a miles de metros de profundidad. El diámetro de los individuos está comprendido entre 0,05 y 5 mm.

Esquema de la célula de un acantario: 1-axopodio, 2-espícula radial, 3-filipodio, 4-corteza del ectoplasma, 5-mionema, 6-mitocondria, 7-endoplasma, 8-ribosoma, 9-zooxantela, 10-vacuola, 11-microtúbulos, 12-ectoplasma (calima), 13-cápsula central, 14-aparato de Golgi, 15-gránulo de lípidos, 16-núcleo.

El esqueleto generalmente está compuesto por veinte espículas radiales (diez diametrales), más o menos unidas en el centro celular. La disposición de las espículas es muy precisa y está determinada por la denominada ley de Müller. La forma más clara de descripción es en términos de líneas de latitud y longitud. Las espículas caen en las intersecciones entre cinco líneas de latitud, simétricas sobre el ecuador y ocho de longitud, espaciadas uniformemente. Cada línea de longitud lleva dos espículas "tropicales" o una espícula "ecuatorial" y dos polares, que se van alternando.
La manera en que las espículas se unen entre sí en el centro de la célula varía según las especies y ésta es una de las características primarias por las cuales se clasifica a los acantarios. En algunas especies las espículas simplemente se cruzan en el centro de la célula, mientras que en otras se fusionan en el centro formando una estrella. También se incluye en el grupo al peculiar género Sticholonche, que carece de esqueleto interno, aunque presenta numerosas espículas, considerado anteriormente un heliozoo.
El citoplasma se divide en dos partes, endoplasma (en la parte central) y ectoplasma (en posición periférica), separadas por la cápsula central. El endoplasma contiene los núcleos, aparato de Golgi, retículo endoplasmático, mitocondrias, ribosomas y otros orgánulos.  La cápsula central se compone de microfibrillas organizadas en veinte placas, cada una de las cuales presenta un agujero a través del cual se proyecta una espícula. El ectoplasma contiene las vacuolas digestivas y a menudo presenta zooxantelas o algas simbiontes. Rodeando al ectoplasma se encuentra una corteza microfibrillar ligada a las espículas por unas fibras denominadas mionemas. Estas ayudan a la flotación, junto con las vacuolas del ectoplasma.
El número de axopodios es fijo. Los adultos son usualmente multinucleados. La reproducción se realiza mediante la formación de células nadadoras que pueden ser flageladas. No se han observado todas las etapas del ciclo vital de estos organismos, y su estudio se ve obstaculizado por la imposibilidad de mantener estos organismos en cultivo a través de las sucesivas etapas.

## Grupos
Los acantarios se clasifican fundamentalmente según la disposición de las espículas:
- Holacanthida - espículas diametrales, simplemente cruzadas.
- Symphyacanthida - espículas radiales, con bases libres.
- Chaunacanthida - espículas radiales, con bases articuladas.
- Arthracanthida - espículas radiales, con bases piramidales agrupadas.
- Taxopodida - incluye una especie de radiolario muy inusual que no presenta cápsula central.

Géneros destacados:
- Holacanthida: Acanthochiasma, Acanthocolla, Acanthoplegma.
- Symphyacanthida: Amphilithium, Astrolonche, Pseudolithium.
- Chaunacanthida: Amphiacon, Conacon, Gigartacon, Heteracon, Stauracon.
- Arthracanthida: Acanthometra, Daurataspis, Dictyacantha, Diploconus, Phractopelta, Phyllostaurus, Pleuraspis, Stauracantha.
- Taxopodida: Sticholonche